# Green Naugahyde
Green Naugahyde es el séptimo álbum de estudio de la banda de rock estadounidense Primus, publicado el 12 de septiembre de 2011 en Europa y al día siguiente en los Estados Unidos. Es el único álbum de estudio de Primus con la participación de Jay Lane como baterista.

## Lista de canciones
Todas las letras escritas por Claypool.
| N.º | Título                                              | Música                  | Duración |  |
| 1.  | «Prelude to a Crawl»                                | Claypool                | 1:20     |  |
| 2.  | «Hennepin Crawler»                                  | Claypool, LaLonde, Lane | 3:59     |  |
| 3.  | «Last Salmon Man» (Fisherman's Chronicles, Part IV) | Claypool                | 6:15     |  |
| 4.  | «Eternal Consumption Engine»                        | LaLonde                 | 2:45     |  |
| 5.  | «Tragedy's a' comin'»                               | Claypool, LaLonde, Lane | 4:52     |  |
| 6.  | «Eyes of the Squirrel»                              | Claypool, Lane          | 5:32     |  |
| 7.  | «Jilly's on Smack»                                  | Claypool, LaLonde       | 6:37     |  |
| 8.  | «Lee Van Cleef»                                     | Claypool                | 3:28     |  |
| 9.  | «Moron TV»                                          | Claypool, LaLonde, Lane | 4:38     |  |
| 10. | «Green Ranger»                                      | Claypool, Lane          | 2:03     |  |
| 11. | «HOINFODAMAN»                                       | LaLonde                 | 2:59     |  |
| 12. | «Extinction Burst»                                  | Claypool, LaLonde, Lane | 5:20     |  |
| 13. | «Salmon Men»                                        | Claypool                | 0:58     |  |

## Personal
- Les Claypool – bajo, voz
- Larry "Ler" LaLonde – guitarra
- Jay Lane – batería